# Irig
Pour le standard, voir IRIG Timecode.
Irig (en serbe cyrillique : Ириг ; en hongrois : Ireg ; allemand : Irick) est une ville et une municipalité de Serbie situées dans la province autonome de Voïvodine. Elles font partie du district de Syrmie (Srem). Au recensement de 2011, la ville comptait 4 415 habitants et la municipalité dont elle est le centre 10 866.

## Géographie
Irig se trouve dans la région de Syrmie, sur les pentes méridionales du massif de la Fruška gora. La ville est située sur la route nationale M-21 qui conduit de Novi Sad jusqu'à Šabac.

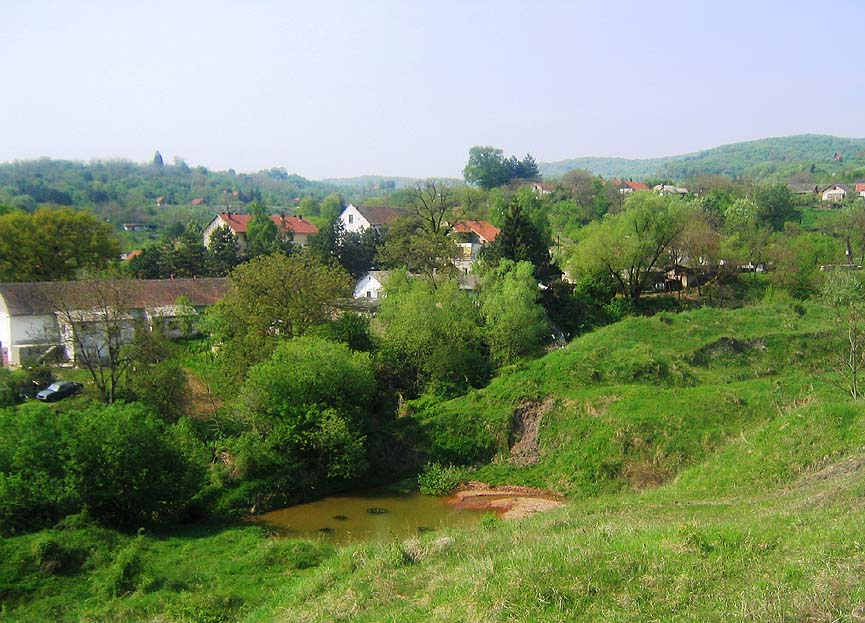
Le village de Vrdnik dans la Fruška gora

## Histoire
Irig est mentionnée pour la première fois dans des documents historiques en 1225 (fondation d'une abbaye). Au XVe siècle, la ville appartient aux despotes serbes Vuk Grgurević, Đorđe Branković et Jovan Branković. Aux XVe et XVIe siècles, dix monastères orthodoxes sont bâtis dans la région d'Irig.
Entre 1526 et 1699, la ville reste sous le contrôle de l'Empire ottoman, dans le  sandjak de Syrmie. En 1665, la ville compte 2 000 foyers, une mosquée et deux monastères. À cette époque, la population d'Irig est principalement musulmane.
Depuis la fin de l'occupation ottomane (traité de Karlowitz en 1699) jusqu'en 1918, la ville fait partie de la monarchie autrichienne (empire d'Autriche), en 1850; après le compromis de 1867, dans la Transleithanie, au royaume de Hongrie, d'abord dans la province de Croatie-Slavonie, puis au royaume de Hongrie en 1871.
Au XVIIIe siècle, Irig est un des centres commerciaux les plus importants de Syrmie. Mais en 1795-1796, la population est décimée par la peste. Sur 4 813 habitants que comptait alors la ville, 2 548 trouvèrent la mort.
Le bureau de poste est ouvert en 1856 (nommé IRREGH)
Au recensement de 1900, la population de la municipalité d'Irig compte 25 320 habitants, dont 16 893 Serbes orthodoxes. 18 331 personnes parlaient serbe, 3 552 hongrois, 1 816 croate et 1 031 allemand.

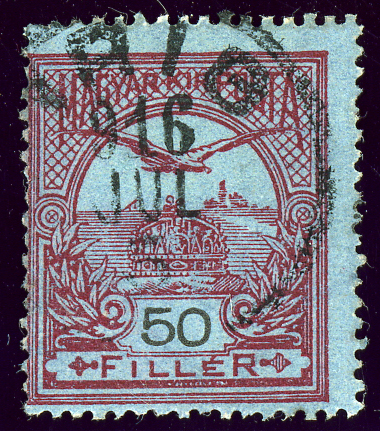
IRIG dans le royaume de Hongrie en 1916

Après la dislocation de l'Autriche-Hongrie en 1918, Irig fait partie du royaume des Serbes, Croates et Slovènes, qui, en 1929, devient le royaume de Yougoslavie. La ville connait alors les vicissitudes historiques du reste du pays.

## Localités de la municipalité d'Irig

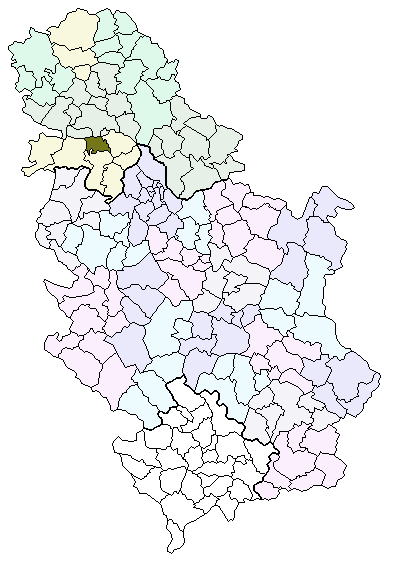
Localisation de la municipalité d'Irig en Serbie
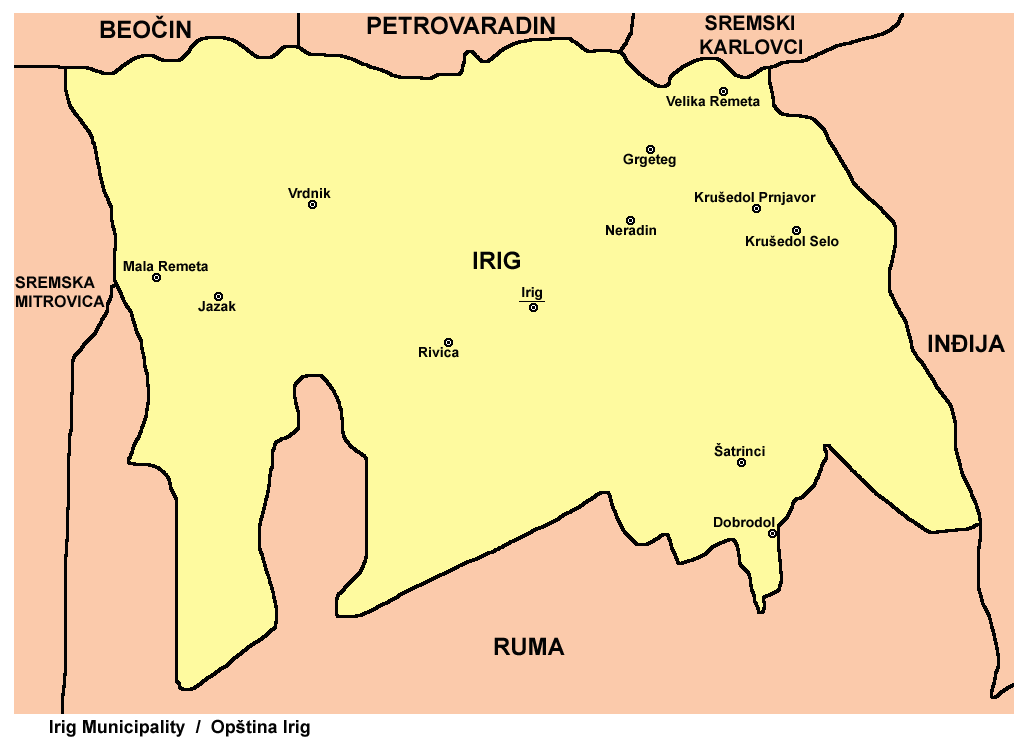
Localisation des localités de la municipalité d'Irig

La municipalité d'Irig compte 12 localités :
| - Velika Remeta - Vrdnik - Grgeteg - Dobrodol - Irig - Jazak | - Krušedol Prnjavor - Krušedol Selo - Mala Remeta - Neradin - Rivica - Šatrinci |

Irig est officiellement classée parmi les « localités urbaines » (en serbe : градско насеље et gradsko naselje) ; toutes les autres localités sont considérées comme des « villages » (село/selo).

## Démographie

### Villeintra muros

#### Évolution historique de la population dans la ville
| 1948  | 1953  | 1961  | 1971  | 1981  | 1991  | 2002  | 2011  |
| ----- | ----- | ----- | ----- | ----- | ----- | ----- | ----- |
| 4 343 | 4 211 | 4 442 | 4 652 | 4 598 | 4 414 | 4 848 | 4 415 |

|  |

#### Données de 2002
Pyramide des âges (2002)
En 2002, l'âge moyen de la population de la ville était de 38,1 ans pour les hommes et 41,5 ans pour les femmes.
Répartition de la population par nationalités dans la ville (2002)
En 2002, les Serbes représentaient environ 80,4 % de la population de la ville ; on y comptait notamment des minorités hongroises (7,4 %) et croates (1,6 %).

#### Données de 2011
Pyramide des âges (2011)
En 2011, l'âge moyen de la population de la ville était de 42,1 ans, 40,9 ans pour les hommes et 43,2 ans pour les femmes.
Répartition de la population par nationalités dans la ville (2011)
En 2011, les Serbes représentaient 79,5 % de la population ; la ville comptait toujours des minorités hongroises (7,8 %) et croates (1,5 %) ; la proportion de Roms a augmenté (0,74 % contre 0,02 %),.

### Municipalité

#### Données de 2002
Pyramide des âges (2002)
Répartition de la population par nationalités dans la municipalité (2002)
En 2002, les Serbes représentaient 79,5 % de la population de la municipalité ; les Hongrois et les Croates constituaient les principales minorités de la région, avec respectivement 6,6 et 2,3 % de la population. Toutes les localités de la municipalité possédaient une majorité de peuplement serbe, à l'exception de deux, qui abritaient une majorité hongroise : Šatrinci (en hongrois : Satrinca) et Dobrodol (en hongrois : Dobradópuszta).

#### Données de 2011
Pyramide des âges (2011)
En 2011, l'âge moyen de la population dans la municipalité était de 44,1 ans, 42,4 ans pour les hommes et 45,7 ans pour les femmes.
Répartition de la population par nationalités (2011)
Selon le recensement de 2011, la structure globale de la municipalité « par nationalité » est restée relativement stable, avec 78,5 %  de Serbes, 6,6 % de Hongrois et 2,3 % de Croates. Par rapport à 2002, la population rom a augmenté (près de 1,5 % contre 0,47 %) ; la catégorie de recensement des Yougoslaves, qui se réfère à la république fédérative socialiste de Yougoslavie sans marque de nationalité, est en nette régression (0,7 % contre 2,4 %),.

## Religions (2002)
Sur le plan religieux, la municipalité d'Irig est peuplée à 83,3 % par des Serbes orthodoxes ; elle dépend l'éparchie de Syrmie (en serbe cyrillique : Епархија сремска), dont le siège est à Sremski Karlovci.

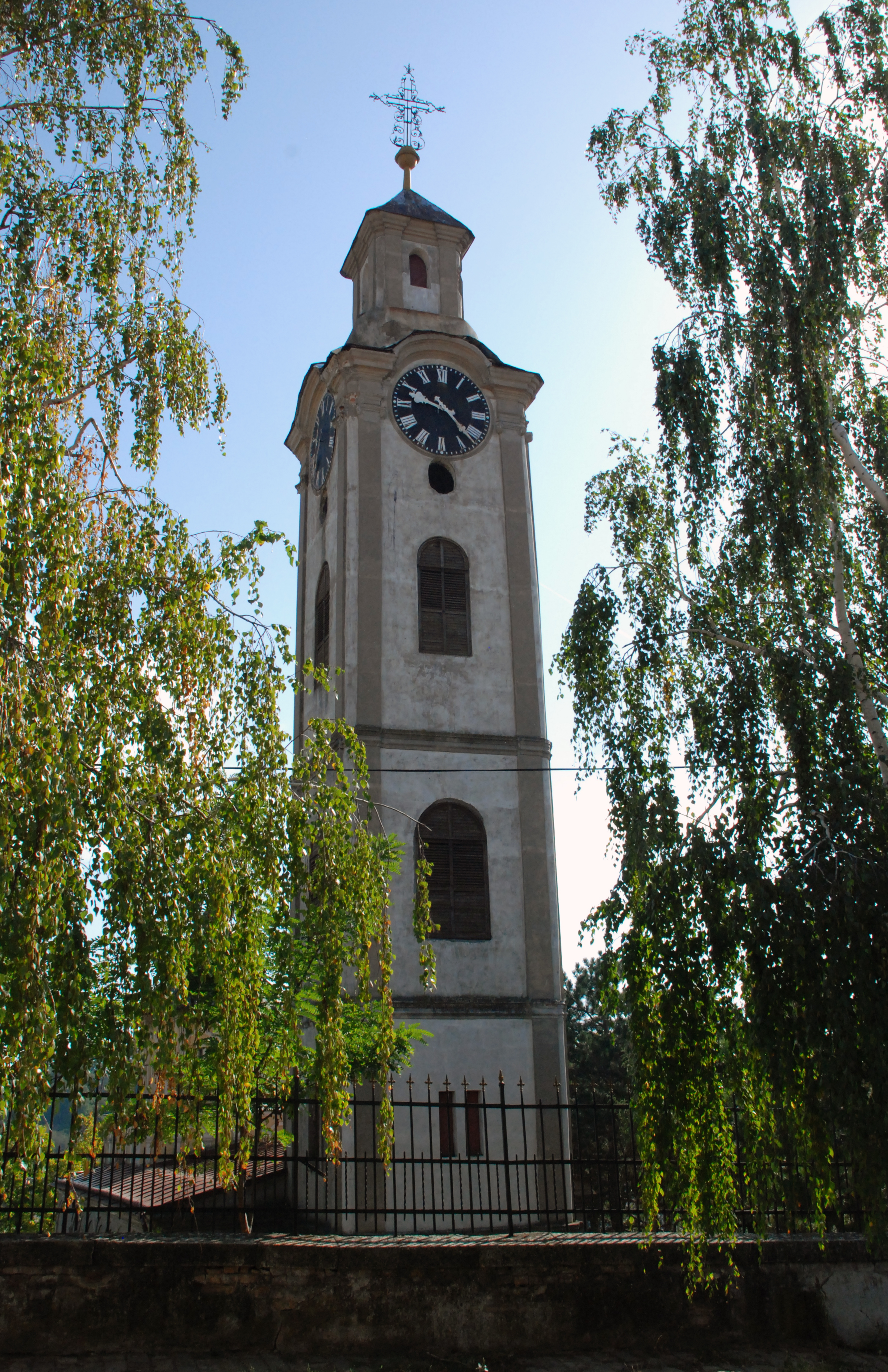
L'église Saint-Nicolas d'Irig

En 2002, les Catholiques représentaient 10,6 % de la population ; le culte catholique relève du diocèse de Syrmie, qui a son siège à Sremska Mitrovica.

## Politique

### Élections locales de 2004
À la suite des élections locales serbes de 2004, les 20 sièges de l'assemblée municipale d'Irig se répartissaient de la manière suivante :
| Parti                                     | Sièges |
| ----------------------------------------- | ------ |
| Parti radical serbe                       | 6      |
| Parti démocratique                        | 3      |
| Ligue des sociaux-démocrates de Voïvodine | 3      |
| Liste « Mouvement pour la municipalité »  | 2      |
| Parti démocratique de Serbie              | 2      |
| Parti socialiste de Serbie                | 2      |
| G17 Plus                                  | 1      |
| Mouvement Force de la Serbie              | 1      |

Radovan Ercegovac, membre du parti G17 Plus, a été élu président (maire) de la municipalité.

### Élections locales de 2008
À la suite des élections locales serbes de 2008, les sièges de l'assemblée municipale d'Irig se répartissaient de la manière suivante :
| Parti                       | Sièges |
| --------------------------- | ------ |
| Parti radical serbe         | 8      |
| Pour une Serbie européenne  | 4      |
| Liste « Radovan Ercegovac » | 3      |
| Ensemble pour la Voïvodine  | 2      |
| Parti socialiste de Serbie  | 1      |

Vladimir Petrović, membre du Parti démocratique du président Boris Tadić, qui conduisait la liste Pour une Serbie européenne, a été élu président de la municipalité.

### Élections locales de 2012
À la suite des élections locales serbes de 2012, les 20 sièges de l'assemblée municipale d'Irig se répartissaient de la manière suivante :
| Parti                                           | Sièges |
| ----------------------------------------------- | ------ |
| Parti démocratique (DS)                         | 6      |
| Parti progressiste serbe (SNS)                  | 5      |
| Parti socialiste de Serbie (SPS)                | 3      |
| Ligue des sociaux-démocrates de Voïvodine (LSV) | 3      |
| Régions unies de Serbie (URS)                   | 1      |
| Parti libéral-démocrate (LDP)                   | 1      |
| Parti radical serbe (SRS)                       | 1      |

Vladimir Petrović a été réélu président de la municipalité.

## Architecture

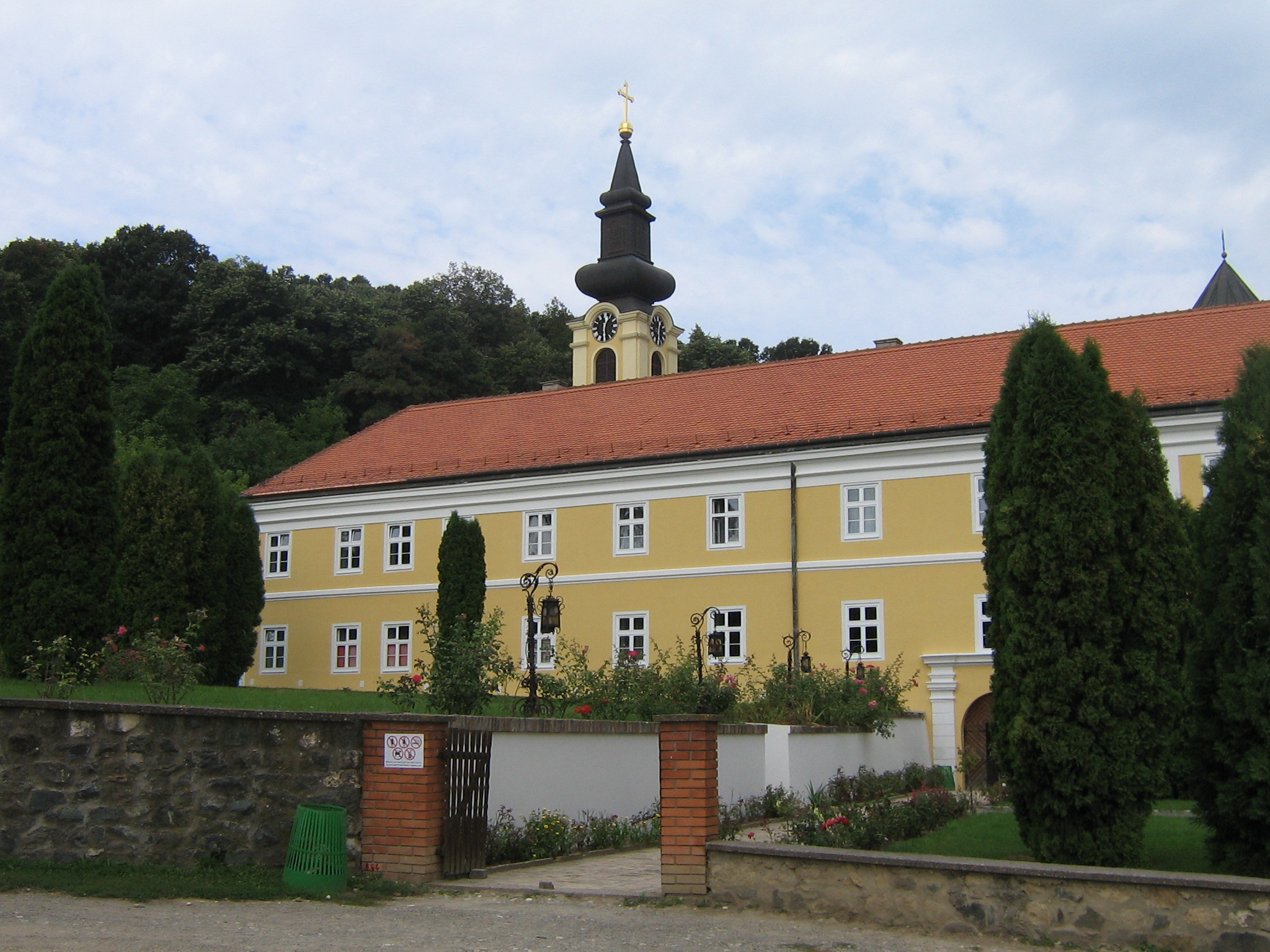
Le monastère de Novo Hopovo

Le centre ancien d'Irig, qui abrite des constructions allant du XVIIIe siècle au XXe siècle, est inscrit sur la liste des entités spatiales historico-culturelles de grande importance de la république de Serbie. Deux monastères orothodoxes inscrits sur la liste des monuments culturels d'importance exceptionnelle du pays se trouvent sur le territoire de la ville. Selon la tradition, le monastère de Staro Hopovo a été fondé par l'évêque Maksim, qui fut despote de Serbie de 1486 à 1496 sous le nom de Đorđe Branković ; les archives attestent de son existence en 1545-1546. Le monastère de Novo Hopovo a été construit par les despotes de la dynastie des Branković ; la première mention fiable de cet établissement monastique date de 1641.

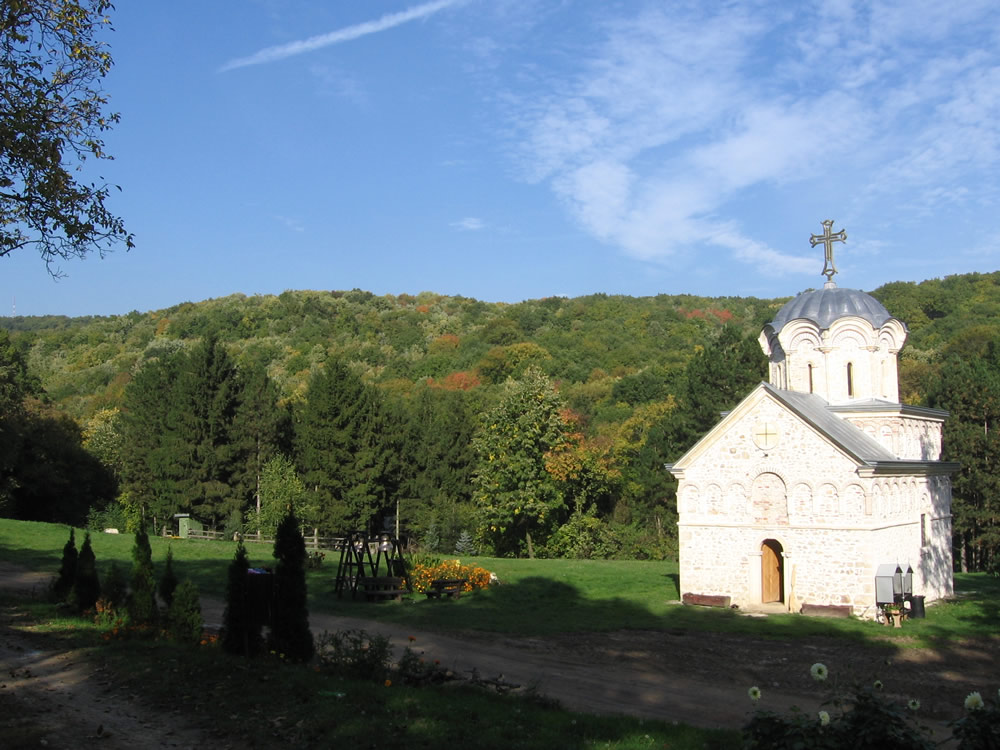
Le monastère de Staro Hopovo

La ville abrite plusieurs monuments « de grande importance ». L'église Saint-Nicolas a été construite en 1732 ; l'église de la Dormition-de-la-Mère-de-Dieu a été édifiée entre 1757 et 1760 et l'église Saint-Théodore-Tiron en 1780. On y trouve aussi la maison d'Anka Matić Grozda et une maison ancienne, toutes deux classées.

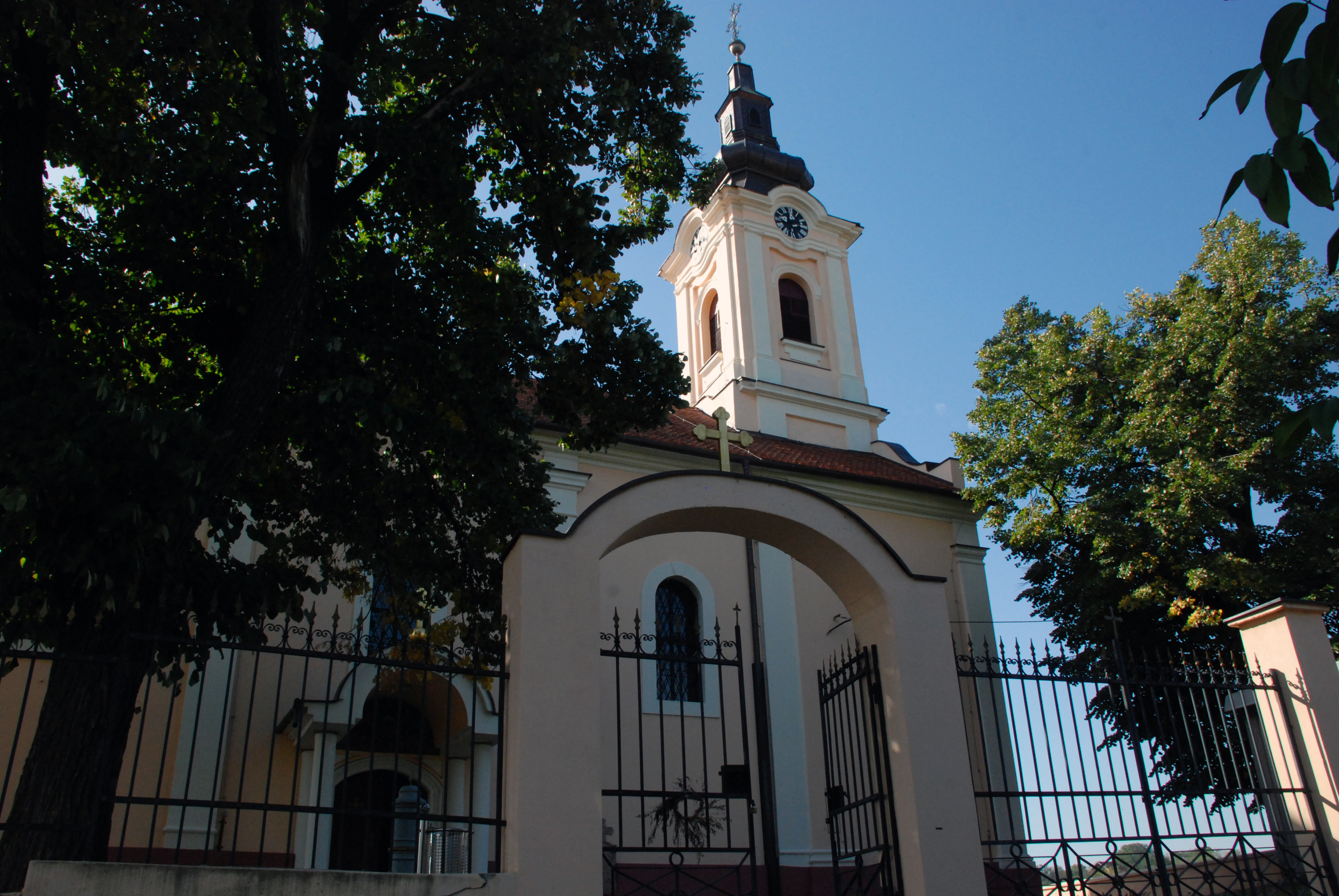
L'église de la Dormition-de-la-Mère-de-Dieu
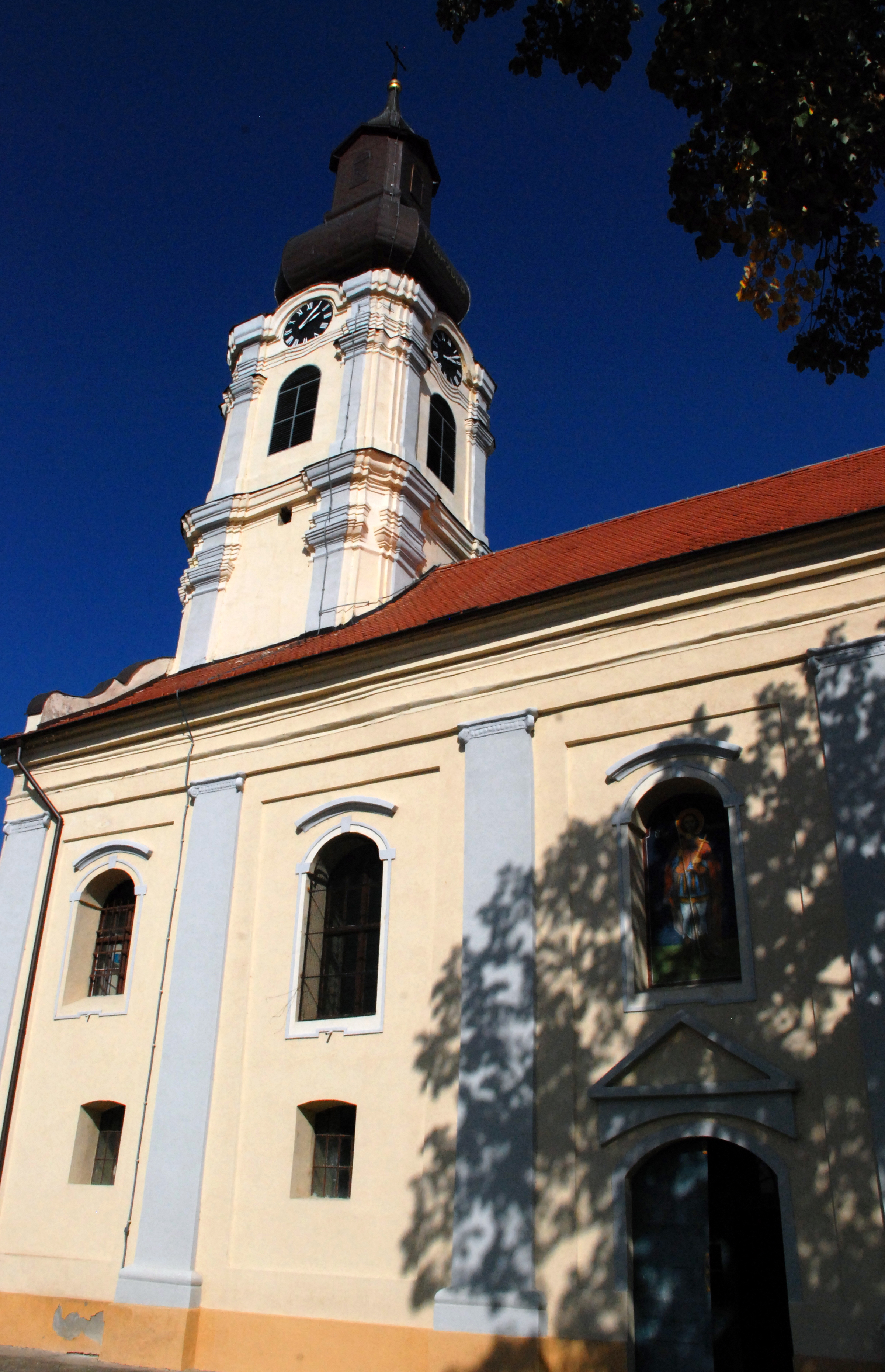
L'église Saint-Théodore-Tiron
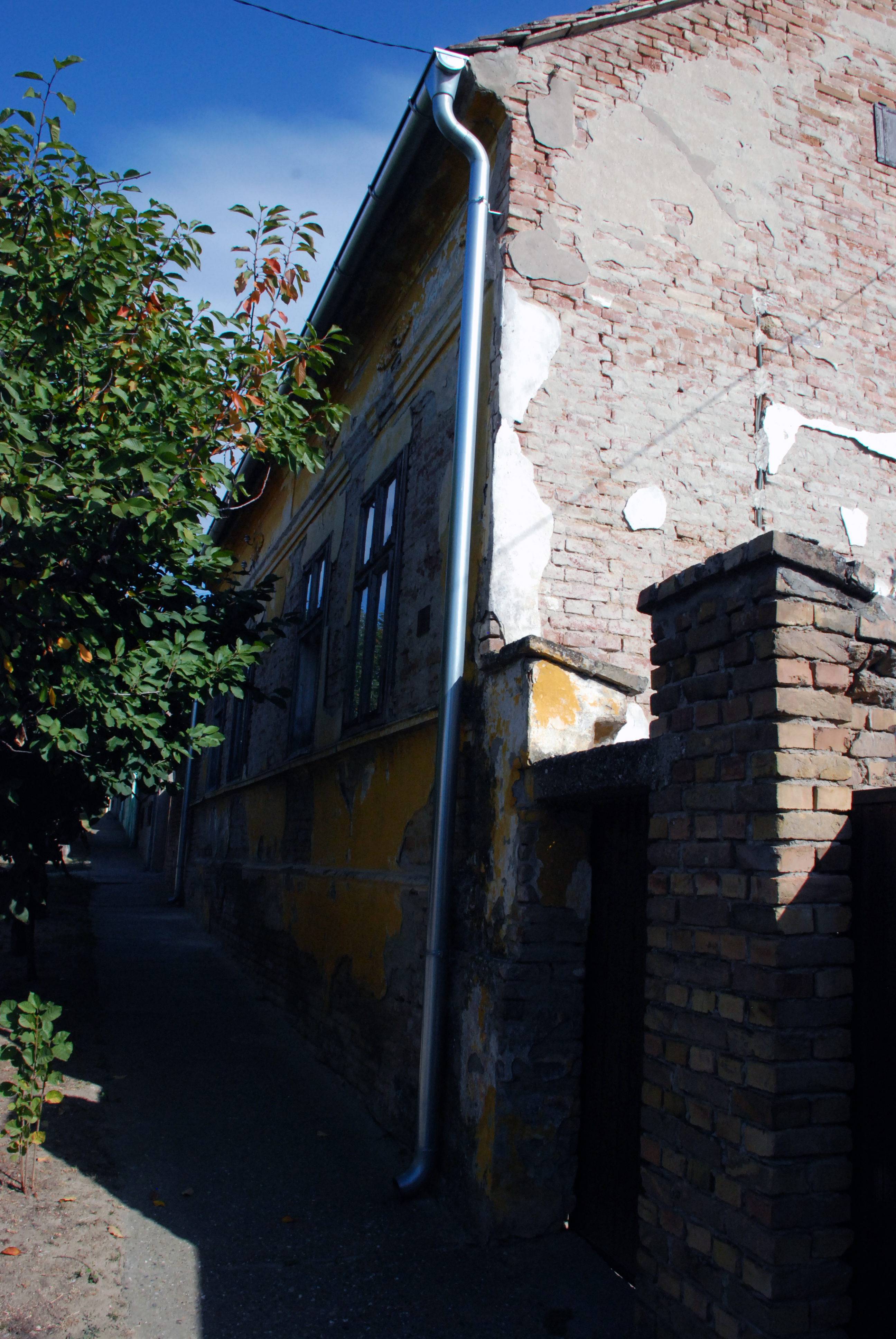
La maison d'Anka Matić Grozda

## Tourisme

### Parc national
Irig est située sur les pentes méridionales de la Fruška gora ; le mont Iriški venac, qui s'élève à 516 mètres d'altitude, se trouve sur son territoire ; on y trouve notamment le centre d'information du parc national de la Fruška gora ; on y trouve aussi l'hôtel Morcev, le motel Vojvodina et le restaurant Venac. Le parc national a été créé en 1960, ; en 2000, le massif a été désigné comme une zone importante pour la conservation des oiseaux (en abrégé : ZICO).

### Monuments culturels

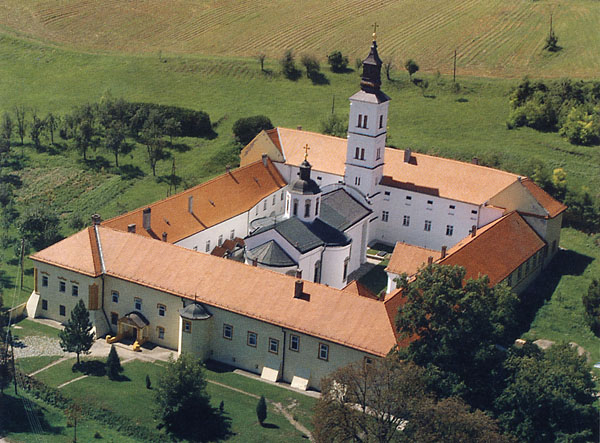
Le monastère de Krušedol

En plus de la ville d'Irig, avec ses deux monastères et ses églises, la municipalité abrite de nombreux monuments qui font partie du patrimoine culturel de Serbie. Six autres monastères orthodoxes, qui font partie de l'ensemble des 16 monastères de la Fruška Gora, se trouvent sur son territoire, tous inscrits sur la liste des monuments culturels d'importance exceptionnelle du pays. La tradition attribue la fondation du monastère de Mala Remeta au roi serbe Stefan Dragutin ; il est mentionné pour la première fois au milieu du XVIe siècle. Le monastère de Jazak a été fondé en 1736. Le monastère de Vrdnik-Ravanica a été fondé à une date inconnue ; les archives indiquent que l'église a été construite au temps du patriarche Serafim, dans la seconde moitié du XVIe siècle. Le monastère de Grgeteg aurait été fondé par le despote Vuk Grgurević en 1471 ; son existence est attestée pour la première fois en 1545-1546 ; le konak du monastère date du XVIIIe siècle et l'église abrite une iconostase peinte par Uroš Predić en 1902. La tradition attache la fondation du monastère de Velika Remeta au roi Stefan Dragutin ; les documents historiques attestent de son existence pour la première fois en 1562. Le monastère de Krušedol a été fondé entre 1509 et 1516, par l'évêque Maksim et par sa mère Angelina ; les despotes serbes Stefan Lazarević et Đurađ Branković, ainsi que deux patriarches de l'Église orthodoxe de Serbie, y ont été enterrés.

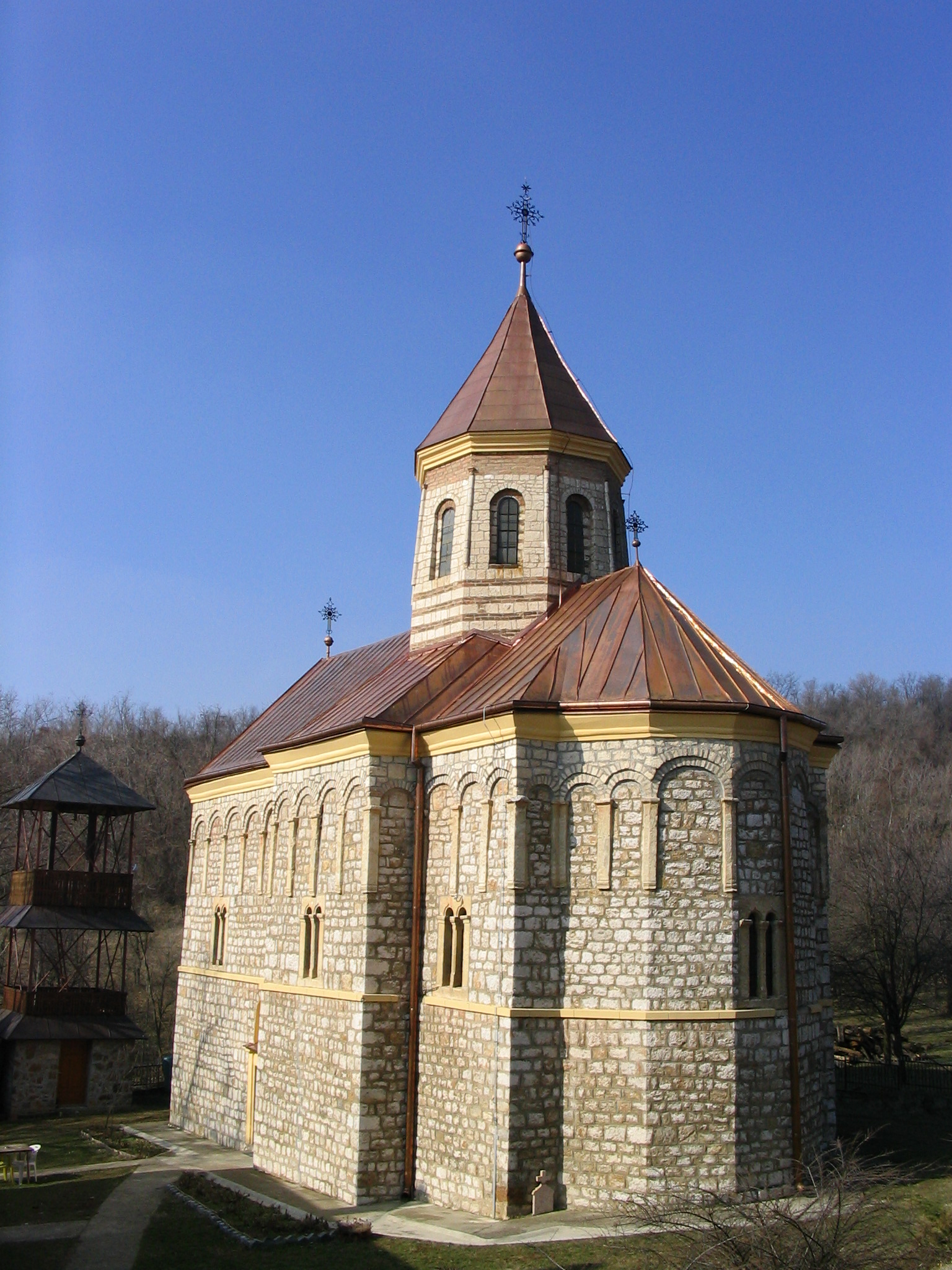
Le monastère de Mala Remeta
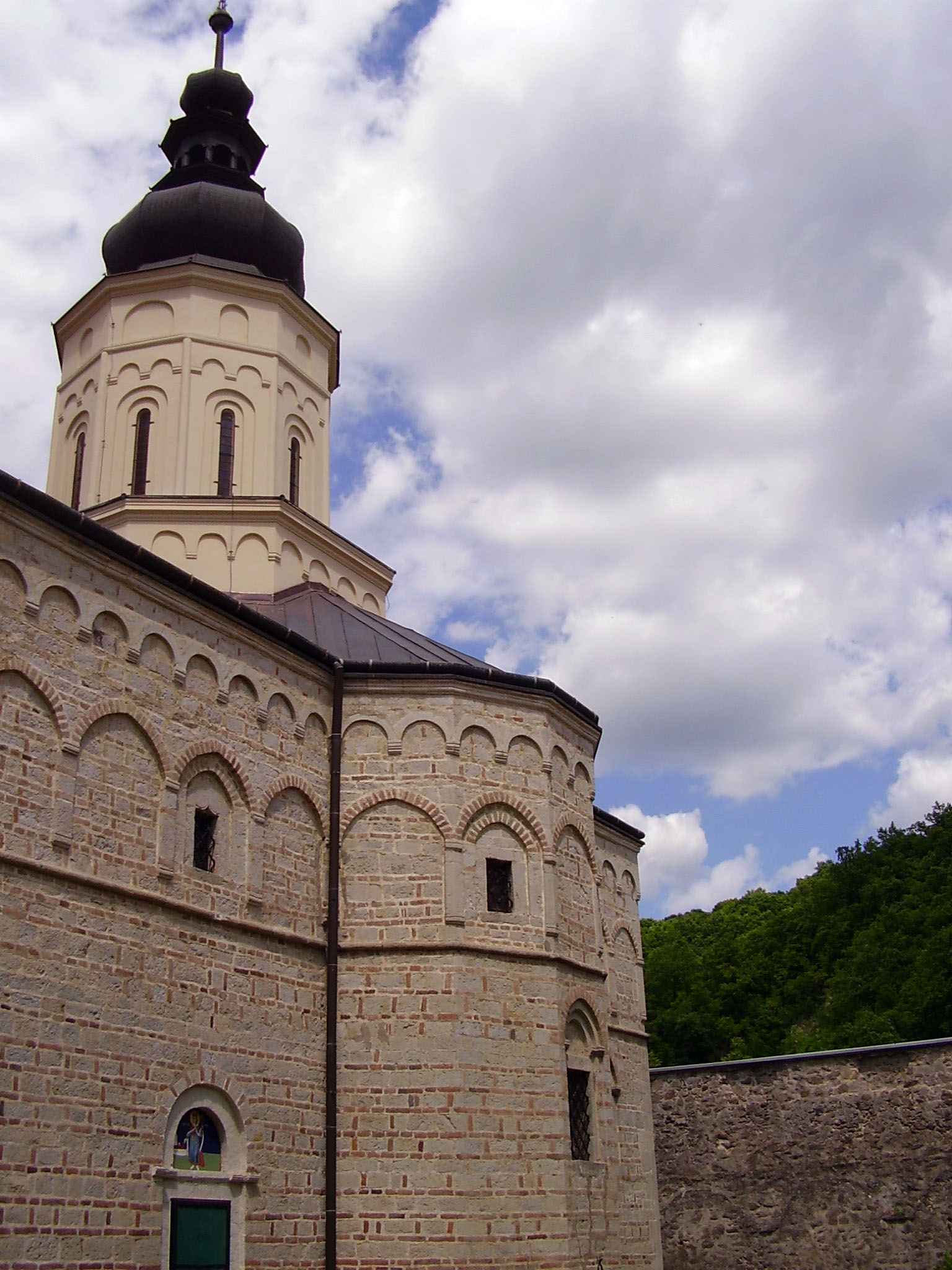
Le monastère de Jazak
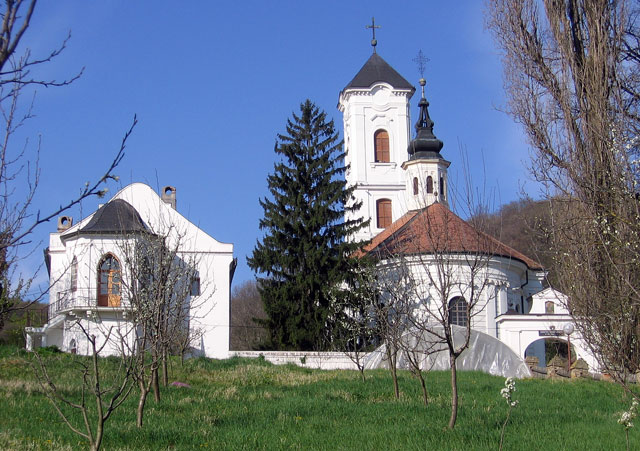
Le monastère de Vrdnik-Ravanica
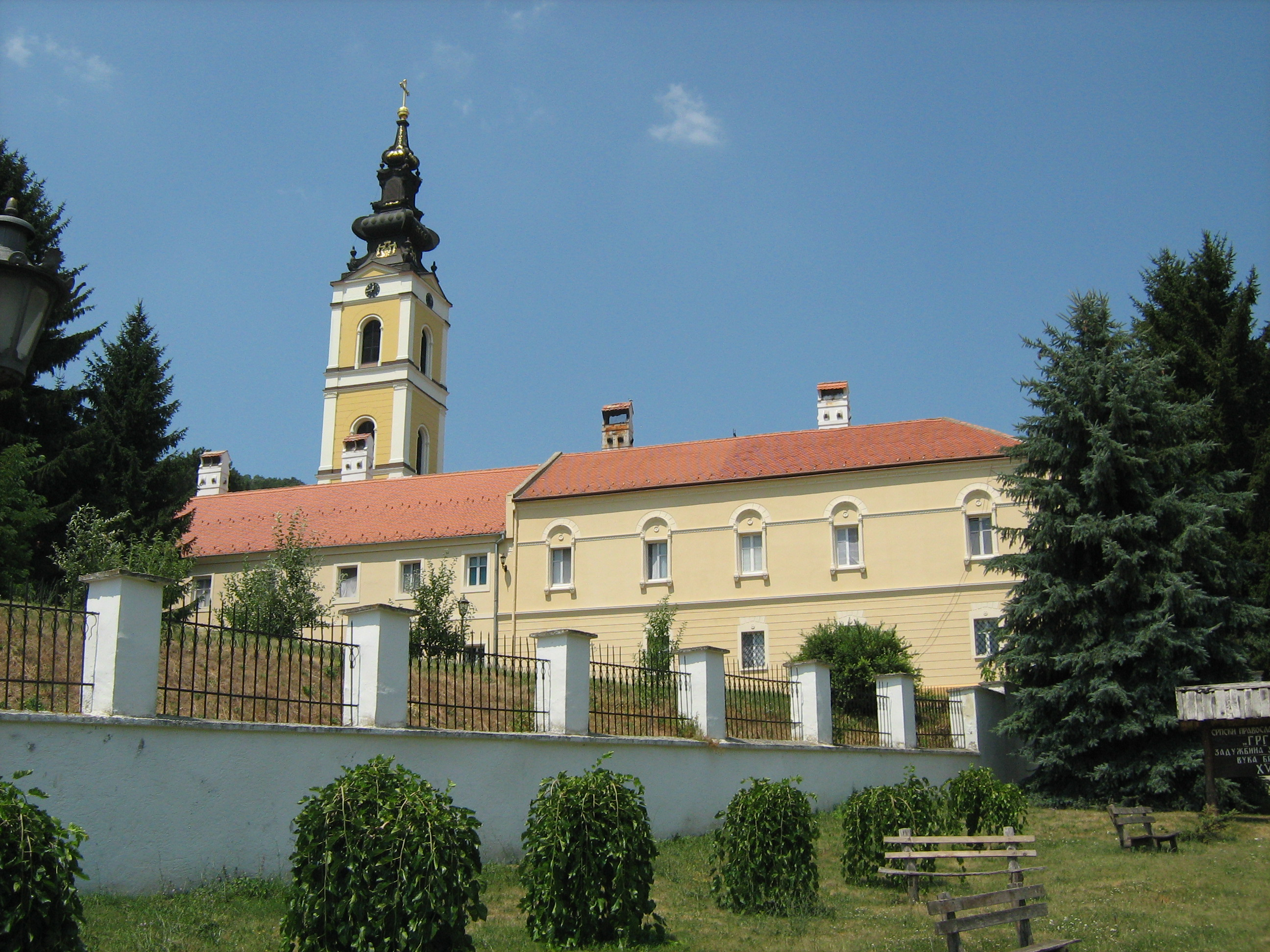
Le monastère de Grgeteg
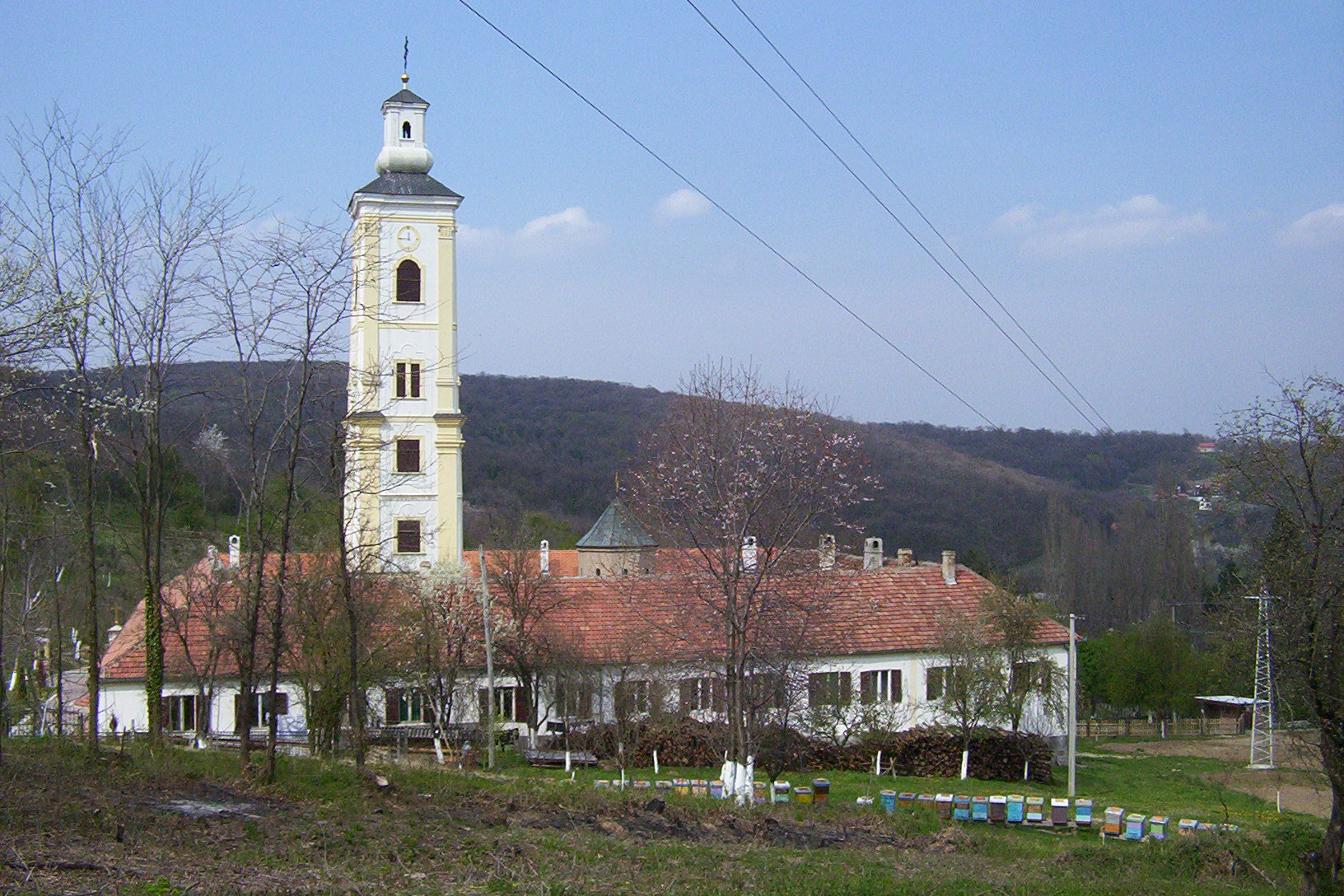
Le monastère de Velika Remeta

L'église de la Présentation-du-Christ-au-Temple de Krušedol a été construite entre 1512 et 1516 ; elle est inscrite sur la liste des monuments culturels d'importance exceptionnelle. L'église Saint-Nicolas de Neradin a été édifiée en 1732. L'église Saint-Nicolas de Jazak date des années 1780. L'église de la Transfiguration de Šatrinci date de 1857.
Le village de Vrdnik abrite plusieurs monuments culturels : une tour du XIIIe siècle, l'église Saint-Jean-Baptiste, construite en 1777, et une centrale thermique au charbon construite en 1911 ; dans le village se trouve également une maison où vécut la poétesse Milica Stojadinović-Srpkinja ; cette maison est elle aussi classée.

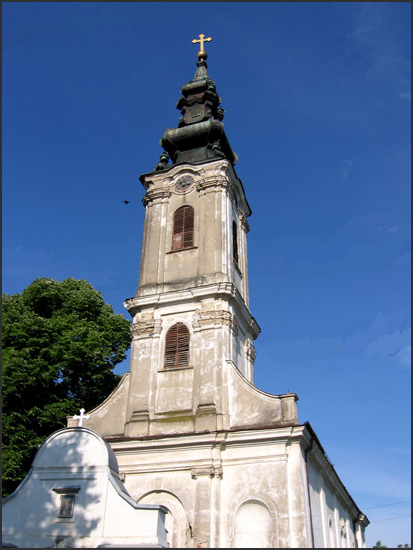
L'église Saint-Nicolas de Jazak
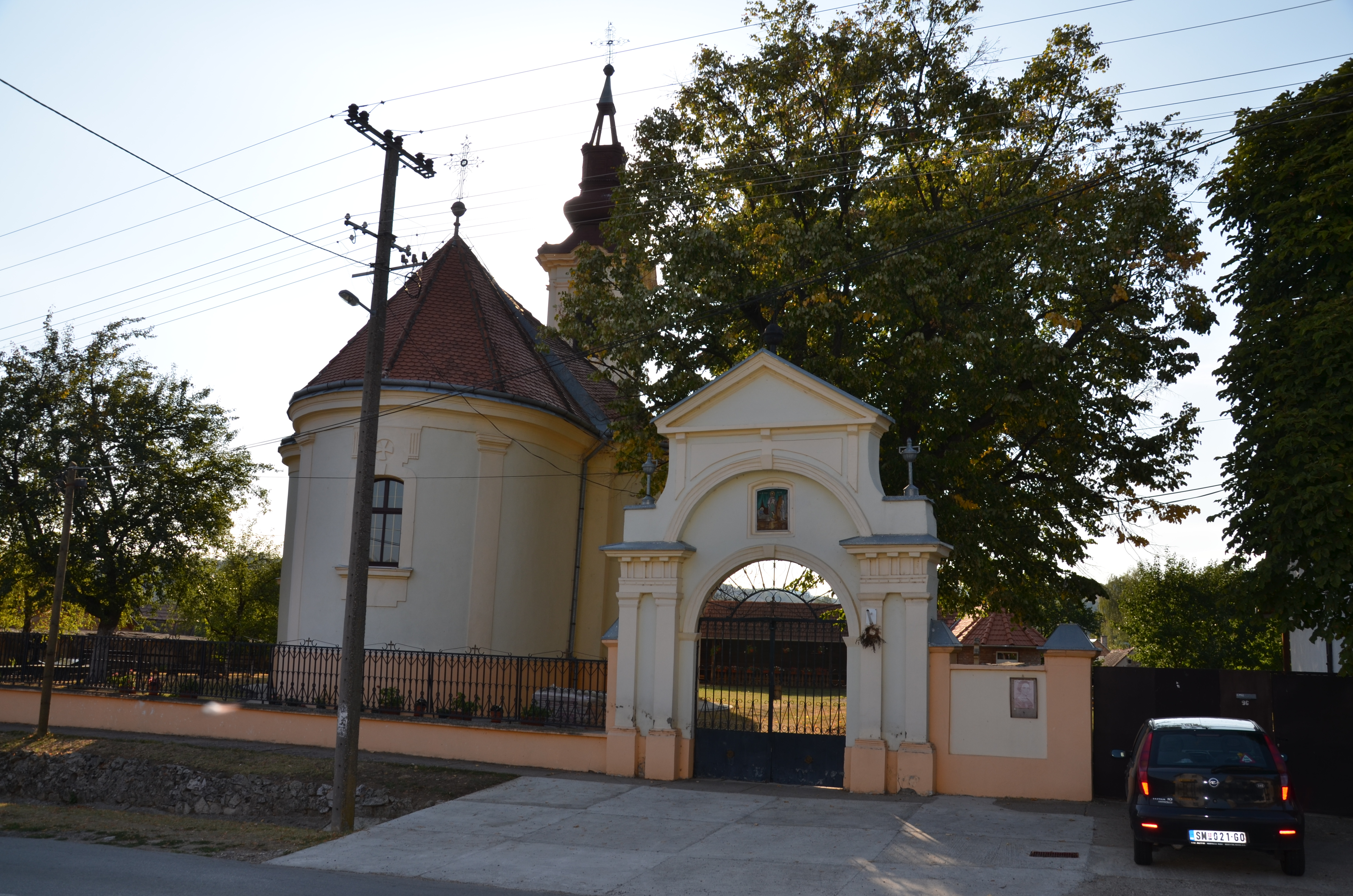
L'église Saint-Jean-Baptiste de Vrdnik

Le village de Rivica conserve un moulin qui date de 1800 et qui est considéré comme un monument culturel « de grande importance ».

## Coopération internationale
Irig a signé un accord de partenariat avec la ville suivante :
- Topoltchani (Macédoine)

## Personnalité
Anka Matić Grozda (1918-1944), décorée de l'ordre du Héros national pour son engagement dans la lutte de libération nationale, est née à Irig.